# One Good Turn (film 1915)
One Good Turn è un cortometraggio muto del 1917 diretto da Frank Wilson.

## Trama
Un artista salva una ragazza da un borseggiatore. Lei lo ricambia salvandolo da un rapinatore.

## Produzione
Il film fu prodotto dalla Hepworth.

## Distribuzione
Distribuito dalla Hepworth, il film - un cortometraggio di 152,4 metri - uscì nelle sale cinematografiche britanniche nel marzo 1914.